# Black Hornet Nano
Black Hornet Nano máy bay trực thăng không người lái tầm gần với kích thước cực nhỏ được phát triển bởi Prox Dynamics. Mục đích chính là dùng chủ yếu cho việc trinh sát thu thập tin tức một cách nhanh chóng và cơ động như tìm kiếm cứu nạn, quan sát khu vực, theo dõi mục tiêu, kiểm tra các khu vực thảm họa hóa học...

## Thiết kế
Độ dài của máy bay khoảng 100mm với rotor có đường kính 120mm, trọng lượng tổng thể là 18g tính luôn cả máy quay. Máy bay dùng động cơ điện xài pin có thể bay trong 25 phút với tốc độ 5 m/s trong phạm vi 1 km. Tổng trọng lượng toàn bộ hệ thống là 1 kg. Trạm điều khiển cung cấp các chức năng như lên kế hoạch bay, thực hiện và phân tích để điều khiển máy bay, các dữ liệu sẽ được truyền về màn hình và hệ thống điều khiển. Máy bay có hai chế độ bay là tự động và được điều khiển. Khi bay tự động nó sẽ dựa vào phần mềm cài sẵn và hệ thống GPS để bay đến vị trí định trước.
Vỏ máy bay được làm bằng nhựa đúc với các cạnh gồ ghề được thiết kế khí động học cho việc chịu được gió bão. Dù có kích thước bé nhỏ nhưng máy bay được trang bị đến ba máy quay phía trước. Một hệ thống trinh sát hoàn chỉnh gồm 2 máy bay và 1 trạm điều khiển.
Hệ thống được thiết kế để có thể mang trong túi của người lính cùng với các dụng cụ khác của mình. Kích thước siêu nhỏ làm cho nó trở nên hữu dụng trong việc do thám ở các khu vực nguy hiểm cho máy bay không người lái bình thường. Tiếng động máy bay tạo ra không lớn giúp tăng khả năng ẩn nấp và tỷ lệ có thể thu hồi tái sử dụng. Công đoạn chuẩn bị cho việc cất cánh chiếm chưa tới 1 phút.